# ذا كولكشن (فلم 2012)
ذا كولكشن (بالإنجليزية: The Collection) فيلم أمريكي إصدار عام 2012
الفيلم من بطولة Josh Stewart وEmma Fitzpatrick ومن إخراج Marcus Dunstan.

## القصة
قصة الفيلم عن رجل يهرب من قاتل متسلسل يعرف باسم الجامع
حيث يتم ابتزازه لإنقاذ فتاة بريئة من مستودع فخخه القاتل.

## فريق العمل
- Josh Stewart بدور اركين
- Emma Fitzpatrick بدور ايلينا
- Lee Tergesen بدور لوسيلو
- Christopher McDonald بدور أ. بيتيرس

## روابط خارجية
- ذا كولكشن على موقع IMDb (الإنجليزية)
- ذا كولكشن على موقع ميتاكريتيك (الإنجليزية)
- ذا كولكشن على موقع روتن توميتوز (الإنجليزية)
- ذا كولكشن على موقع نتفليكس (الإنجليزية)
- ذا كولكشن على موقع قاعدة بيانات الأفلام العربية
- ذا كولكشن على موقع ألو سيني (الفرنسية)
- ذا كولكشن على موقع أول موفي (الإنجليزية)
- ذا كولكشن على موقع بوكس أوفيس موجو (الإنجليزية)
- ذا كولكشن على موقع قاعدة بيانات الأفلام السويدية (السويدية)
- ذا كولكشن على موقع قاعدة بيانات الفيلم (الإنجليزية)